# ペルソナシリーズ
ペルソナシリーズ（PERSONA SERIES）は、アトラスより発売されている、コンピュータRPGのシリーズ作品。『女神転生』シリーズの派生作品。基本プレイ無料コンテンツを含むシリーズの全世界累計販売本数は2024年時点で2,200万本を突破している。

## 概要
一般的にペルソナとは社会的役割、劇中の役、心理学で社会に適応するための一種の演技のこと。本シリーズは異変によって悪魔やシャドウといった異形の存在が出現するようになった現代日本の街や高校を舞台に「ペルソナ能力」に目覚めた主人公たちが協力して事態を解決に導くRPGである。そのため回復施設が学校の保健室や町の開業医だったり、回復アイテムをドラッグストアで購入したり、防具屋がブティックだったりと背景の舞台装置が現代風になっている。特徴として学校の怪談、噂、都市伝説といったオカルト的なテイストを盛り込みつつも、友情や恋愛といった若者にとって身近なテーマを扱っている。
本シリーズと前後して展開された『真・女神転生デビルサマナー』が従来の『真・女神転生』の延長線上のシステムだったのに対し、本シリーズは従来の女神転生の枠に捕われず、新しいシステムを数多く採用しているが、やり込み要素の多さや秘められたテーマ性などは同シリーズを継いでいる。生みの親の一人である岡田耕始によると、「物語のドラマ性」を導入し、そこに更にキャラクター性を強めたのが本シリーズであるとのこと。魔法やアイテムの名前、悪魔およびペルソナのデザインなどは『真・女神転生シリーズ』と共通している。また、一部キャラクターがゲスト出演しているなどのクロスオーバー要素もある。
『真・女神転生シリーズ』と大きく異なる点は、仲魔の存在がなく、パーティーメンバーが人間や動物などの「ペルソナ使い」で構成されていること、主人公たちが「ペルソナ」と呼ばれる特殊能力を行使して悪魔たちと戦っていくこと、キャラクターボイスがついていること、三人称視点が主体であることなどが挙げられる。『真・女神転生if...』の「ガーディアンシステム」（守護悪魔によってキャラクターの能力が変化するシステム）を基に昇華させ、表題にも入っている「ペルソナ」がこの作品の最大の特徴である。ただし、その位置づけや作成・召喚方法は作品によって細かな差異がある（各作品の項目を参照のこと）。
漫画や小説、テレビアニメ・劇場アニメ、演劇などのメディアミックスが行われており、対戦格闘ゲームや音楽ゲームなど別ジャンルのゲーム作品も発売されている。

## システム
設定面以外のシステム共通点は以下の通り。
ペルソナ
心の奥底にある「神や悪魔の姿をしたもう一人の自分」を具現化させる特殊能力のことを指す。精神力を現すスピリットポイント（SP）を消費して発動し、魔法や傷ついた仲間の回復、ペルソナの持つ武器などによる攻撃など様々な能力を使うことができる。ペルソナは悪魔やシャドウといった異形の存在に対抗できるが、これを使えるものは「ペルソナ使い」と呼ばれ、人数が限られている。
ペルソナは全部で100-180種類あり、それぞれに神話や伝承にちなんだ名前がついている。タロットカードのアルカナによって大きく22種類（+α）に分類され、同じアルカナのペルソナはある程度似た性質を持つ。ペルソナには固有のランク（レベル）が存在しており、それに伴い能力値が上昇したり、新しい魔法やスキルを習得していく。また、成長システムやステータス設定に関しては作品によって大きく異なる。
ペルソナは何体かストックしておくこともでき、付け替えることも可能（ペルソナチェンジ）。ペルソナによって使えるスキル（魔法）や能力値、属性の相性などが異なるので、同じキャラクターでもペルソナを付け替えるだけで全く異なる能力に変えられる（ただし、ペルソナにもレベルがあり、使用者のレベル以上のペルソナは原則として扱うことができない）。戦闘を有利に進めるには敵との相性を考えてペルソナを選ぶことが重要だが、『3』以降ペルソナの変更は主人公特有の能力となった。
ベルベットルーム
ペルソナ使いの中でも限られた者のみが訪れることのできる施設で、新しいペルソナを合体で作りだすことができる。同じペルソナでも合体の方法によって、習得するスキルや能力値が変わってくる。

## シリーズ一覧

### ゲーム
| 1996 | 女神異聞録ペルソナ                                            |
| 1997 |                                                               |
| 1998 |                                                               |
| 1999 | ペルソナ2 罪                                                  |
| 2000 | ペルソナ2 罰                                                  |
| 2001 |                                                               |
| 2002 |                                                               |
| 2003 |                                                               |
| 2004 |                                                               |
| 2005 |                                                               |
| 2006 | ペルソナ3                                                     |
| 2007 | ペルソナ3 フェス                                              |
| 2008 | ペルソナ4                                                     |
| 2009 | Persona                                                       |
| 2009 | ペルソナ3 ポータブル                                          |
| 2010 |                                                               |
| 2011 | ペルソナ2 罪（PSP）                                           |
| 2012 | ペルソナ2 罰（PSP）                                           |
| 2012 | ペルソナ4 ザ・ゴールデン                                      |
| 2012 | ペルソナ4 ジ・アルティメット イン マヨナカアリーナ            |
| 2013 |                                                               |
| 2014 | ペルソナQ シャドウ オブ ザ ラビリンス                         |
| 2014 | ペルソナ4 ジ・アルティマックス ウルトラスープレックスホールド |
| 2015 | ペルソナ4 ダンシング・オールナイト                            |
| 2016 | ペルソナ5                                                     |
| 2017 |                                                               |
| 2018 | ペルソナ3 ダンシング・ムーンナイト                            |
| 2018 | ペルソナ5 ダンシング・スターナイト                            |
| 2018 | ペルソナQ2 ニュー シネマ ラビリンス                           |
| 2019 | ペルソナ5 ザ・ロイヤル                                        |
| 2020 | ペルソナ5 スクランブル ザ ファントム ストライカーズ           |
| 2021 |                                                               |
| 2022 |                                                               |
| 2023 | ペルソナ5 タクティカ                                          |
| 2024 | ペルソナ3 リロード                                            |
| 2025 | ペルソナ5: The Phantom X                                      |

#### ナンバリング作品
- 女神異聞録ペルソナ（PS、Win95/98） 1996年9月20日発売。
  - Persona（PSP） 2009年4月29日発売。
- ペルソナ2 罪（PS） 1999年6月24日発売。
  - ペルソナ2 罪（PSP） 2011年4月14日発売。
- ペルソナ2 罰（PS） 2000年6月29日発売。
  - ペルソナ2 罰（PSP） 2012年5月17日発売。
- ペルソナ3（PS2） 2006年7月13日発売。
  - ペルソナ3 フェス（PS2） 2007年4月19日発売。
  - ペルソナ3 ポータブル（PSP） 2009年11月1日発売。
    - ペルソナ3 ポータブル リマスター（Xbox One、Xbox Series X/S、Win、PS4、Switch） 2023年1月19日発売。

  - ペルソナ3 リロード（Xbox One、Xbox Series X/S、Win、PS4、PS5） 2024年2月2日発売。
- ペルソナ4（PS2） 2008年7月10日発売。
  - ペルソナ4 ザ・ゴールデン（PS Vita） 2012年6月14日発売。
    - ペルソナ4 ザ・ゴールデン リマスター（Xbox One、Xbox Series X/S、Win、PS4、Switch） 2023年1月19日発売。
- ペルソナ5（PS3、PS4） 2016年9月15日発売。
  - ペルソナ5 ザ・ロイヤル（PS4） 2019年10月31日発売。
    - ペルソナ5 ザ・ロイヤル リマスター（Xbox One、Xbox Series X/S、Win、PS4、PS5、Switch） 2022年10月21日発売。

#### 派生作品
- ペルソナ4 ジ・アルティメット イン マヨナカアリーナ（PS3、Xbox 360） 2012年7月26日発売。
- ペルソナQ シャドウ オブ ザ ラビリンス（3DS） 2014年6月5日発売。
- ペルソナ4 ジ・アルティマックス ウルトラスープレックスホールド（PS3、PS4、Switch、Win） 2014年8月28日発売。
- ペルソナ4 ダンシング・オールナイト（PS Vita） 2015年6月25日発売。
- ペルソナ3 ダンシング・ムーンナイト（PS4、PS Vita） 2018年5月24日発売。
- ペルソナ5 ダンシング・スターナイト（PS4、PS Vita） 2018年5月24日発売。
- ペルソナQ2 ニュー シネマ ラビリンス（3DS） 2018年11月29日発売。
- ペルソナ5 スクランブル ザ ファントム ストライカーズ（PS4、Switch、Win） 2020年2月20日発売。
- ペルソナ5 タクティカ（Xbox One、Xbox Series X/S、Win、PS4、PS5、Switch） 2023年11月17日発売。

### アニメ
- ペルソナ 〜トリニティ・ソウル〜（2008年、テレビアニメ）
- Persona4 the ANIMATION（2011年、テレビアニメ）
- Persona4 the Golden ANIMATION（2014年、テレビアニメ）
- PERSONA5 the Animation -THE DAY BREAKERS-（2016年、テレビアニメ）
- PERSONA5 the Animation（2018年、テレビアニメ）
- PERSONA3 THE MOVIE（劇場アニメ）
  - PERSONA3 THE MOVIE #1 Spring of Birth（2013年）
  - PERSONA3 THE MOVIE #2 Midsummer Knight's Dream（2014年）
  - PERSONA3 THE MOVIE #3 Falling Down（2015年）
  - PERSONA3 THE MOVIE #4 Winter of Rebirth（2016年）

## 作品解説
詳細は各作品の項目を参照。

### 女神異聞録ペルソナ
1996年、女神転生シリーズの新作として発表された。あらゆる年齢層のユーザーが楽しめると謳われつつも、高い難易度やシステムの複雑さなどから、決して初心者向けとは言えないタイトルであった。しかし、ペルソナの育成や合体、個性的なキャラクター、そして人間の心理をテーマとした学園モノのストーリーでファンを獲得し、50万本のヒット（ベスト版含む）を達成した。
2009年4月29日には、PlayStation Portableにてリメイク作品『Persona』が発売された。

### ペルソナ2 罪・罰
1999年6月にPlayStationで『ペルソナ2 罪』が、2000年6月に『ペルソナ2 罰』が発売された。前作で初心者向けを謳いながらもシステムをよりマニアックに進化させ複雑になった部分を、今作は簡略化させている。新たに噂が現実になる「噂操作」が導入された。
シナリオ面では「本当の理想とは何か?」といったテーマが提示された。ストーリーは『ペルソナ2 罪』で一応の完結を見せつつも謎を残し、続編の『ペルソナ2 罰』で真の完結を見せる二部構成となっている。『女神異聞録』のキャラクターも登場し、シリーズ3作の完結編的な位置づけの作品となっている。
2011年4月14日に、PlayStation Portableにてリファイン版『ペルソナ2 罪』が、2012年5月17日にリファイン版『ペルソナ2 罰』が発売された。

### ペルソナ3
2006年7月13日にPlayStation 2で発売。『ペルソナ2 罰』から6年の時を経て発売された本作では、シリーズ従来のシステム・設定を一新した。時間の経過や人間関係の概念が導入され、学園での日常生活の部分にもスポットが当てられるようになった。ポップで明るい演出と独特なUIにより新規ユーザーの取り込みに成功している。暗い過去を抱える少年少女達の心の葛藤が描かれ、終盤ではこれまでのシリーズにない暗澹とした展開を現している。製作は『真・女神転生III-NOCTURNE』チームが担当し、「プレスターンバトル」の派生型「ワンモアプレスバトル」や「ペルソナ全書」など『真III』のシステムが多く反映された。追加要素を加えたソフトの『ペルソナ3 フェス』が2007年4月に発売された。
本作を原案としたテレビアニメ『ペルソナ トリニティ・ソウル』が2008年1月より放映された。
2009年11月には女性主人公などを追加した『ペルソナ3 ポータブル』がPlayStation Portable用に発売され、2024年2月にはリメイク作品『ペルソナ3 リロード』が発売された。
2013年11月から本作を原作とする劇場用アニメシリーズ『ペルソナ3 THE MOVIE』が公開された。2014年1月には、本作を原作とする舞台『PERSONA3 the Weird Masquerade 〜青の覚醒〜』がシアターGロッソにて上演された。
2016年3月5日には、劇場版『ペルソナ3』のフィナーレイベントである『ペルソナ3 THE MOVIE Finale Event』が品川テラスホールで開かれ、ライブビューイングにより全国の各劇場に中継された。

### ペルソナ4
2008年7月にPlayStation 2で発売。キャラクターデザインは『3』から引き続き副島成記、主要開発スタッフも前作と同一となっている。時代設定は『3』の2年後で、都会を舞台にした今までの作品とは異なり、田舎が舞台となっている。町で起こった殺人事件を追う一方で、少年少女達が無意識に抑圧した「もう一人の自分」の存在と向き合い、新たな「自分」を確立させていく。基本システムは『3』とほぼ同一だが、本作から時間経過の他に天気の概念も加わった。また前作のゲームシステム（ペルソナ育成や武器属性、コミュニティシステム関連など）も再構築され、遊びやすくなった。
2011年10月から2012年3月までテレビアニメ『Persona4 the ANIMATION』が放送された。
2012年6月14日には新キャラクターなどを追加した『ペルソナ4 ザ・ゴールデン』がPlayStation Vita用として発売され、2014年7月から9月まで『Persona4 the Golden ANIMATION』としてアニメ化された。
また、ペルソナ4のキャラクターを使った対戦格闘ゲーム『ペルソナ4 ジ・アルティメット イン マヨナカアリーナ』、続編である『ペルソナ4 ジ・アルティマックス ウルトラスープレックスホールド』、ダンジョンRPGの『ペルソナQ シャドウ オブ ザ ラビリンス』、ダンシングアクションの『ペルソナ4 ダンシング・オールナイト』など、多方面で展開される。

### ペルソナ5
2016年9月発売。『ペルソナ4』からおよそ8年ぶりとなる完全新作で、ペルソナシリーズ20周年記念作品。PlayStation 3とPlayStation 4で同時発売された。ハード性能が上がったことにより副島のイメージイラストと同じ頭身のキャラクターを操作できるようになった。ゲームシステムは『3』、『4』の発展型だが、『2』以来となる敵との会話交渉が復活。主人公たちは高校生だがペルソナ能力を生かした「心の怪盗団」という裏の顔を持ち、歪んだ欲望を持つ人間の心に侵入して改心させるピカレスク・ロマンとなっている。パッケージ版とダウンロード版を合わせてシリーズ最大の200万本の出荷を達成した。
2019年10月31日には新キャラクターなどを追加したPlayStation 4用ソフト『ペルソナ5 ザ・ロイヤル』が発売され、2020年2月20日にはシリーズ初のアクションRPGであるPlayStation 4とNintendo Switch用ソフト『ペルソナ5 スクランブル ザ ファントム ストライカーズ』が発売された。
ゲーム発売直前の2016年9月3日には単発テレビアニメ『PERSONA5 the Animation -THE DAY BREAKERS-』が放送。2018年4月から9月までテレビアニメ『PERSONA5 the Animation』が放送され、特番として同年12月と2019年3月に放送された。
また、ダンジョンRPGの『ペルソナQ2 ニュー シネマ ラビリンス』、ダンシングアクションの『ペルソナ5 ダンシング・スターナイト』、シミュレーションRPGの『ペルソナ5 タクティカ』など、多方面で展開される。

## 登場人物
フィレモン
声 - 堀内賢雄（PSP版）、山野井仁（P2）
『女神異聞録ペルソナ』と『ペルソナ2罪・罰』に登場。意識と無意識の狭間に住んでおり、絶えず人間を見守る高位の存在。心理学において神とも同一視される普遍的無意識の化身であり、陽の面を示す。フィレモンは時に人々に夢を介して啓示を与え、良き方向へ導く。「ペルソナ様」という特定の儀式を行うと、眠りの中でフィレモンが現れる。そこで最初の試練、自分が何者であるかを認識する（名前を言う）ことが出来れば、その者はペルソナ能力を開花させる可能性がある。人前では蝶をモチーフにした仮面を被る紳士の姿だが、人間の世界では黄金の蝶の姿を取る。また仮面を取って素顔を見せたとしても、その容貌は見る人によって異なる。さらに、彼自身も恐ろしく強力なペルソナ使いである。
従者には後述するイゴール、ナナシ（声 - 龍谷修武〈P2ドラマCD版〉）、ベラドンナ（歌 - 水島恵美）などがいる。
なお、大昔から彼の存在があったらしく、いずれのシリーズにも「比麗文（ひれもん）」および「比麗文上人（ひれもんしょうにん）」という人物が残した遺跡がある。
『ペルソナ3』以降のシリーズ作品には登場せず、公式書籍では設定上の存在として語られている。
ニャルラトホテプ
声 - 山野井仁（P2）
『女神異聞録ペルソナ』と『ペルソナ2罪・罰』に登場。意識と無意識の狭間に住んでいる存在で、迷いのある者を破滅へと導く。フィレモンとは表裏関係で、ペルソナ2には「鳴羅門火手怖（なるらとほてふ）」なる邪鬼を比麗文上人が封じたと伝わる「鳴羅門石」が存在する。
モデルとなったのはクトゥルフ神話に登場する神性の一つで、「這い寄る混沌」「千の貌を持つ神」「月に吼えるもの」など様々な姿と異名を持つ。フィレモン同様、普遍的無意識の半化身であり、陰の面を示す。彼に立ち向かうただ一つの方法は「全てを受け入れた上で決して諦めない」ことである。
イゴール
声 - 青野武（P2ドラマCD版）、田の中勇（P3 - P4U2）、津嘉山正種（P5）、島田敏（P3リロード）、大塚芳忠(P5X)
ベルベットルームの主で、ペルソナを管理する役目を担うフィレモンの従者。何者かに造られた人形であり、秘技を施されて意志を持つようになった。自分が「人形」か「人間」なのかを常に考え続けている。
フィレモンが登場しない『ペルソナ3』以降にも登場し、新たにエリザベス（P3、声 - 沢城みゆき）、テオドア（P3P、声 - 諏訪部順一）、マーガレット（P4、声 - 大原さやか）、マリー（P4G、声 - 花澤香菜）、カロリーヌとジュスティーヌ（P5、声 - 豊崎愛生）、メロぺ(P5X、声-田村ゆかり)を従えている。
モデルは映画版フランケンシュタインに登場するフランケンシュタイン博士の助手イゴール（アイゴールと訳される場合もある）。

## Webラジオ
ペルソナシリーズ20周年を記念したラジオ番組『ペルソナ20th ANNIVERSARY ペルソナラジオ』が、2016年11月25日から12月16日まで音泉にて配信された。毎週金曜日更新。パーソナリティは、ペルソナ2から5までの主人公役を演じた声優が週替わりで担当。
パーソナリティ
- 第1回 - 子安武人（「ペルソナ2 罪・罰」周防達哉 役）
- 第2回 - 石田彰（「ペルソナ3」主人公 役）
- 第3回 - 浪川大輔（「ペルソナ4」主人公 / 鳴上悠 役）
- 第4回 - 福山潤（「ペルソナ5」主人公 役）

ゲストパーソナリティ
- 第2回 - 緑川光（「ペルソナ3」真田明彦 役）
- 第3回 - 山口勝平（「ペルソナ4」クマ 役）、神田朱未（「ペルソナ4」堂島菜々子 役）
- 第4回 - 悠木碧（「ペルソナ5」佐倉双葉 役）